# Ганштеттен
Ганштеттен (нім. Hahnstätten) — громада в Німеччині, розташована в землі Рейнланд-Пфальц. Входить до складу району Рейн-Лан. Центр об'єднання громад Ганштеттен.
Площа — 10,70 км2. Населення становить 2941 ос. (станом на 31 грудня 2020).

## Галерея

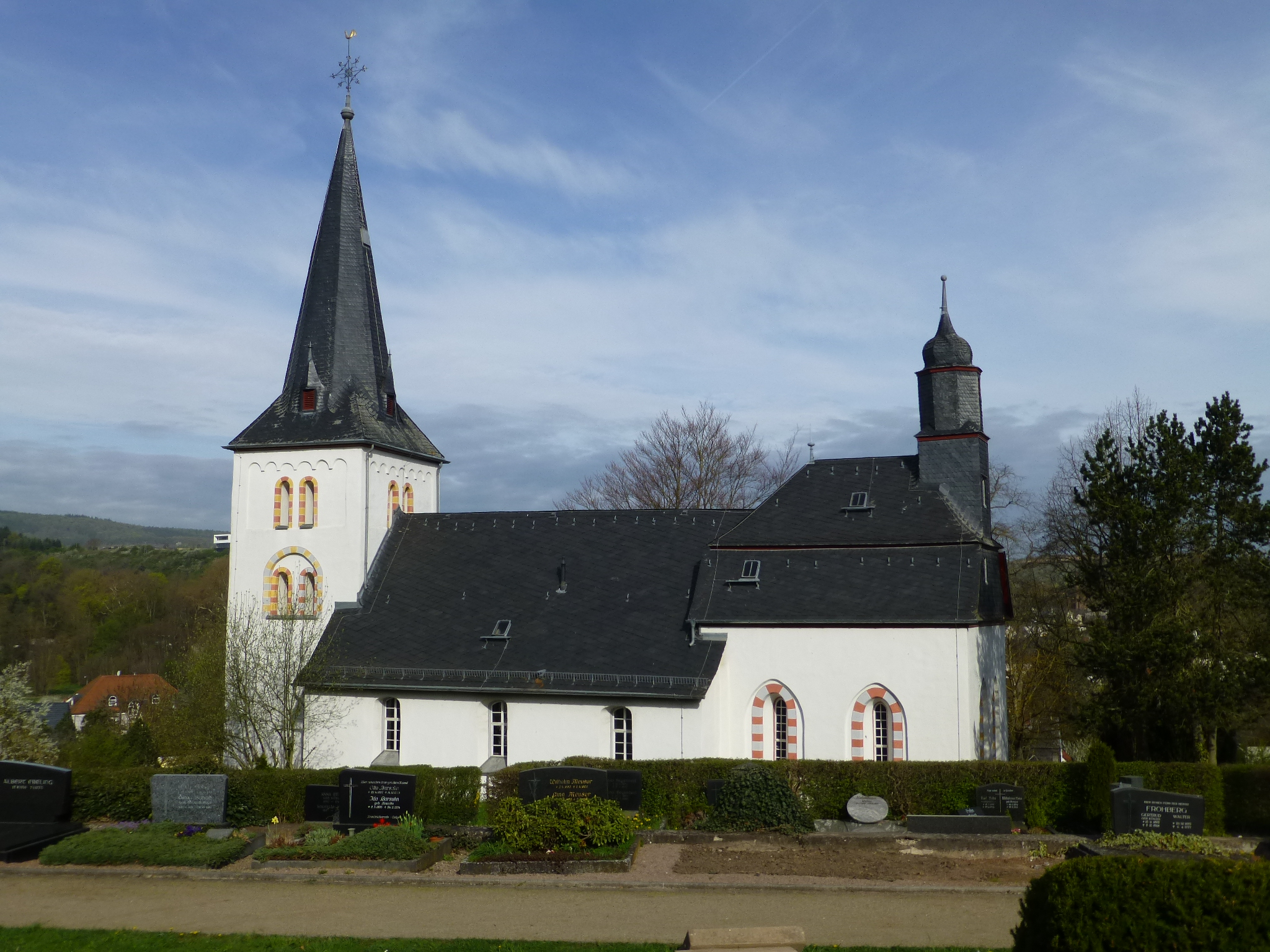
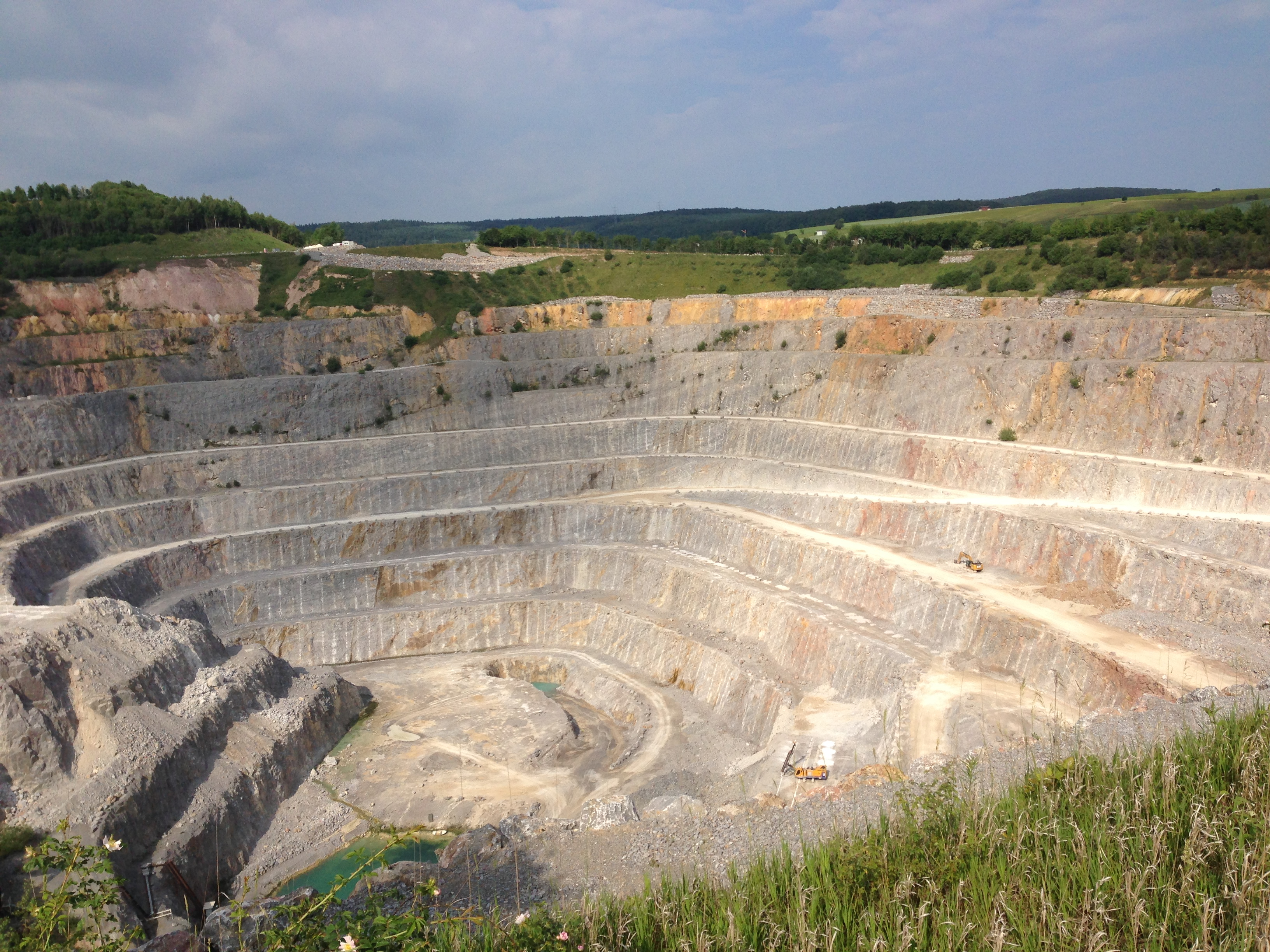